# Afro Celt Sound System
Afro Celt Sound System — музичний колектив, заснований 1995 року, що поєднує електронну та етнічну музику.
Засновником колективу є продюсер Саймон Еммерсон. Він заснував проєкт, який поєднував етнічне африканське та кельтське звучання з електронною музикою. До складу колективу увійшло багато музикантів, частина з яких раніше працювали із сенегальским співаком та гітаристом Бааба Маал. В липні 1995 року вони зібралися в студії та протягом тижня записали альбом, який отримав назву Volume One Sound Magic та вийшов 1996 року. Протягом наступних п'яти років після декількох змін у складі колектив видав ще два альбоми: Volume 2: Release (1999) та Volume 3: Further In Time (2001).
2003 року гурт скоротив назву до Afrocelts. Того ж року вийшов їх четвертий альбом Seed, а ще за два роки — п'ятий Anatomic. На тому ж лейблі Real World Records 2004 року вийшла їхня збірка Pod.